# Baarin Tả
Tả kỳ Baarin (tiếng Trung: 巴林左旗; bính âm: Bālín Zuǒ Qí, Hán Việt: Ba Lâm Tả kỳ), hoặc Bairin, là một tả kỳ của địa cấp thị Xích Phong, khu tự trị Nội Mông Cổ, Trung Quốc. Kỳ nằm ở phía đông khu tự trị và cách trung tâm Xích Phong 195 kilômét (121 mi) về phía nam-tây nam. Phương ngữ Mông Cổ của khu vực kỳ được gọi là phương ngữ Baarin. Trên địa bàn kỳ có hai tuyến quốc lộ chạy qua là: Quốc lộ 303 và Quốc lộ 305.

### Trấn
| - Lâm Đông (林东镇) - Long Xương (隆昌镇) - Phong Thủy Sơn (丰水山镇) | - Dương Gia Doanh Tử (杨家营子镇) - Bích Lưu Đài (碧流台镇) - Bạch Âm Nặc Nhĩ (白音诺尔镇) |

### Hương
| - Mao Bảo Lực Cách (毛宝力格乡) - Bạch Âm Ngao Bao (白音敖包乡) - Bạch Âm Câu (白音沟乡) - Dã Trư Câu (野猪沟乡) - Cáp Đạt Anh Cách (哈达英格乡) | - Cáp Lạp Cáp Đạt (哈拉哈达乡) - Thập Tam Ngao Bao (十三敖包乡) - Hoa Gia Lạp Dát (花加拉嘎乡) - Hạo Nhĩ Thổ (浩尔吐乡) - Tam Sơn (三山乡) |

### Tô mộc
- Ô Lan Đạt Bá (乌兰达坝苏木)
- Bạch Âm Vật Lạp (白音勿拉苏木)
- Tra Can Cáp Đạt (查干哈达苏木)